# Francisco Correa d' Athaide Cabrita
Francisco Correa d' Athaide Cabrita (Albufeira, 17 de setembro de 1832 – Faro, 18 de outubro de 1849) foi um famoso albufeirense que que participou nas lutas contra a guerrilha do Remexido, em 1833.
Era filho de Francisco Correa e Silva Leote Tavares e de D. Maria Michaella de Brito.
A sua mãe lhe mandou erigir um mausoléu que se localiza junto ao Convento de Nossa Senhora da Orada  .